# چپرقویمه
 چپرقویمه، روستایی است از توابع بخش مرکزی شهرستان گنبد کاووس در استان گلستان ایران.
دوغ شتر این روستا زبان زد خاص و عام  است.

## جمعیت
این روستا در دهستان آق‌آباد قرار داشته و براساس سرشماری سال ۱۳۸۵جمعیت آن ۶۳۳نفر (۱۲۴خانوار) بوده است.